# Friedrich Haas (Politiker, 1896)
Friedrich Haas (* 13. Juli 1896 in Untereggingen; † 8. Mai 1988 in München) war ein deutscher Jurist und Politiker (CDU).

## Leben
Nach dem Studium der Rechtswissenschaften an den Universitäten in Freiburg und München und der Promotion 1922 arbeitete er ab 1925 als Richter am Reichswirtschaftsgericht Berlin. Von 1928 bis 1945 war er höherer Verwaltungsbeamter der Stadt Berlin.
Nach Kriegsende war er als Leiter des Hauptamtes für Kriegsschäden und Besatzungskosten und als stellvertretender bzw. als kommissarischer Leiter der Abteilung Finanzen beim Magistrat von Groß-Berlin unter Oberbürgermeister Arthur Werner tätig. 1946 war er vorübergehend Stadtrat für Rechtswesen unter Oberbürgermeister Otto Ostrowski, dann Stadtkämmerer. 1948 wurde er Stadtrat für Finanzen unter Oberbürgermeister Ernst Reuter und 1949 gleichzeitig Vertreter Berlins im Bundesrat (bis 1958).
Von 1951 bis 1958 wirkte er als Senator für Finanzen unter dem Regierenden Bürgermeister Reuter und 1953 nach der Regierungsübernahme von Berlins neuen Regierenden Bürgermeister Walther Schreiber (CDU) zusätzlich als Senator für Bundesangelegenheiten. Auch nach dem Bürgermeisterwechsel von Schreiber zu dem SPD-Politiker Otto Suhr am 11. Januar 1955 und nach dem Tod Suhrs am 30. August 1957 blieb Haas auch unter Willy Brandt Finanzsenator. Am 2. Juli 1958 trat er vom Amt des Finanzsenators zurück.
Von 1958 bis 1961 war er Präsident des Oberverwaltungsgerichts Berlin, anschließend Vorstandsmitglied der August Thyssen Bank AG in Düsseldorf.

## Ehrungen
Er war seit 1953 Doktor-Ingenieur ehrenhalber der Technischen Universität Berlin und wurde 1961 mit dem Großen Bundesverdienstkreuz mit Stern und Schulterband ausgezeichnet.